# 田中範康
田中 範康（たなか のりやす）は、現代音楽の作曲家。本名は、剛（たけし）。小説家の三島霜川は、祖父にあたる。

## 略歴
東京生まれ。国立音楽大学附属高等学校を経て、国立音楽大学作曲科並びに器楽科（オルガン専攻）卒業。2024年3月まで、名古屋芸術大学芸術学部、同大学院音楽研究科教授を務めた。日本現代音楽協会、日本作曲家協議会、日露音楽家協会会員。数多くの現代的な楽曲を発表する作曲家として活躍。日本のみならず、ヨーロッパ、韓国等で作品を発表し、各方面のアーティストと連携した音楽活動を精力的に行っている。

## 主な作品
- Noriyasu Tanaka Chamber music
  - Vol.1(VMM2011)
  - Vol.2(VMM2036)
- 田中範康作品集
  - Works of Noriyasu Tanaka(ALCD-87)
  - Works of Noriyasu Tanaka Ⅱ [音の情景] (ALCD-103)
- たのしいソルフェージュ
  - 『1』『2』『3』『4』『5』（共著）出版社：オブラパブリケーション
- 『和音分析の基礎 Ｉ 』（共著）出版社：オブラパブリケーション
- ピアノソロのためのモノローグ曲集より＜第1番＞　出版社：マザーアース
- Twilight-クラリネット,チェロ,ピアノのための-   出版社：マザーアース
- Air-フルートとピアノのための-   出版社：マザーアース